# Miletopolitis Lacus
Miletopolitis Lacus (Μιλητουπολῖτις λίμνη) fou un llac del nord-oest de Mísia que portava el nom de la ciutat de Miletòpolis que era a la seva riba. Plini el Vell diu que el llac era anomenat també Artynia, però probablement confon el riu Tarsius amb el Rhyndacus, ja que dona aquest darrer com a origen del llac quan en realitat el Rhyndacus entra pel sud i surt pel nord.
És el modern Llac Maniyas o Llac Kuş.